# ディス・イズ・ザ・ウェイ
「ディス・イズ・ザ・ウェイ」(This is the Way)は、ダニー・ミノーグの楽曲。2枚目のスタジオ・アルバム『ゲット・イントゥ・ユー』から4枚目のシングルとしてリリースされた。

## 解説
ミュージック・ビデオは前作「ディス・イズ・イット」の続編的内容になっており、どちらのMVにも俳優のジュリアン・マクマホンが出演している。
カップリングの「ノー・シークレット」はアルバム未収録曲。

## 収録曲
UK盤 シングル CD1
1. This Is The Way (7 Inch Edit) - 4:04
2. This Is The Way (12 Inch Version) - 6:54
3. This Is The Way (The Cool 7") - 3:47
4. This Is The Way (Dub Version) - 3:10

UK盤 シングル CD2
1. This Is The Way (7 Inch Edit) - 4:02
2. No Secret - 4:24
3. This Is The Way (5 Boys Mix) - 3:40
4. This Is The Way (Funk Mix) - 3:36

## チャート
| チャート (1993年)                | 最高位 |
| -------------------------------- | ------ |
| オーストラリア (ARIA)            | 45     |
| UK シングルス (OCC)              | 27     |
| UK ダンス (Music Week)           | 24     |
| UK クラブ・チャート (Music Week) | 95     |